# VAKOG
En programmation neuro-linguistique (PNL), la technique dite des « canaux sensoriels » (ou VAKOG, acronyme pour : « Visuel, Auditif, Kinesthésique, Olfactif, Gustatif ») pose que la relation au monde extérieur passe nécessairement par au moins l’un des cinq sens.

## Canaux de mémorisation
Chacun fonctionne comme un filtre perceptif lié à la mémorisation. Au fil du temps chaque sujet favorise un, voire deux, de ces cinq sens. Chaque individu possède un mode de communication privilégié et son expression reflète cet état de fait. Ainsi, dans le modèle VAKOG, le postulat est que ce sont les sens qui mettent en relation le sujet avec l'environnement. Ce modèle dit des accès oculaires est considéré comme simpliste et non scientifique, ne reposant pas sur des connaissances sérieuses en neurologie. Son usage et son interprétation sont considérés comme abusif. Toutefois, selon Mark Evan Furman, des liens peuvent être faits entre les connaissances actuelles en neurologie et l'observation empirique de la PNL.
Même si la Programmation Neuro-Linguistique souffre encore de certaines interprétations approximatives en ce qui concerne le comportement de l'appareil visuel et qu'il est très probable que le modèle en PNL des accès oculaires est « affinable », néanmoins, avec la version actuelle du modèle des accès oculaires, la PNL peut déjà réaliser des changements importants et utiles.

Schéma de la technique de lecture des mouvements oculaires.
* Vc : Visuel construit.
* Vr : Visuel remémoré.
* Ac : Auditif construit.
* Ar : Auditif remémoré.
* K : Kinesthésique.
* Ai : Auditif interne ou Dialogue intérieur.

## Les mouvements oculaires
La programmation neuro-linguistique considère qu'il y a une corrélation entre les mouvements oculaires et les canaux sensoriels utilisés dans une stratégie. Pour simplifier, et en prenant le point de vue de celui qui fait face à l’interlocuteur, les yeux vont vers le haut quand la pensée est relative à une image (visuel), vers horizontal quand c’est relatif à un son (auditif) et enfin vers le bas quand c’est relatif à une émotion ou à une sensation corporelle (kinesthésie). Ainsi, dans le cas d'un schéma mental classique (80 % des droitiers et 50 % des gauchers), les yeux de l’interlocuteur vont à sa gauche quand il relate un fait passé; par contre les yeux de l’interlocuteur vont à sa droite quand il imagine, invente ou se souvient par reconstruction du passé. C’est le cas des personnes peu visuelles à qui on demande un souvenir visuel qu’elles sont donc obligées de reconstruire à partir d’autres souvenirs.
Ce modèle ne peut donc pas servir de détecteur de mensonge. Cependant, l'interlocuteur peut posséder un schéma mental inversé : au lieu de se souvenir avec les yeux à leur gauche, ceux-ci vont à leur droite. Par conséquent, pour connaître le schéma de votre interlocuteur, le PNListe n'a pas d'autre choix que de lui poser des questions de type : « Qu’as-tu regardé à la télévision hier soir ? » Si la personne questionnée regarde à chaque fois à sa gauche, on peut faire l'hypothèse qu'il a le schéma classique. S'il va à sa droite, il est probable qu'il ait le schéma inversé. Le kinesthésique fait référence au toucher mais aussi à tout le ressenti que l’on peut avoir par le corps.
Dans ce sens, l’olfactif et le goût sont souvent abordés comme du kinesthésique, même si les vocabulaires spécifiques peuvent être très différents. Est qualifié de « visuel » quelqu’un qui privilégie le sens de la vue pour organiser son expérience et pour communiquer. Il retrouve ses souvenirs par l’impression visuelle qu’il en a et il s’exprime avec un vocabulaire lié à la vision. Par exemple une personne qui a souvent recours à des formules de type : « J’imagine que » ou encore « Je vois bien que » et enfin « c’est clair » a de grandes chances d'être un visuel. Quelqu’un qualifié d’« auditif » privilégie les perceptions auditives pour organiser et accéder à son expérience. Quelqu’un qui privilégie le canal auditif associera volontiers un numéro de téléphone à une rengaine par exemple. Il emploie un vocabulaire de registre auditif, au moyen par exemple, de formules de type : « J’entends bien » ou encore « Ce que vous me dites fait écho à ». Les « kinesthésiques » sont ceux qui d’une façon générale utilisent leur ressenti physique (mouvements, postures, équilibres) pour organiser leur expérience et y accéder. Le vocabulaire privilégié alors fait référence à ces domaines : « Garder les pieds sur terre », « Je me prends la tête » ou « Cet exemple est frappant ! », « C’est tout bon ! » ou encore « il n’est pas en odeur de sainteté ».
Selon la PNL, il n'y a pas de bon et de mauvais canal. Il suffit juste de tenir compte du canal que l'interlocuteur privilégie et de s'y accorder pour améliorer la communication, puis le cas échéant, de le guider vers un autre canal, pour l'inviter à développer ses autres capacités ou intégrer des stratégies nouvelles.